# Otto Frank
Otto Heinrich Frank (ur. 12 maja 1889 we Frankfurcie nad Menem, zm. 19 sierpnia 1980 w Birsfelden w Szwajcarii) – ojciec Margot i Anne Frank. Po powrocie z obozu koncentracyjnego w 1945, kiedy otrzymał ocalały rękopis dziennika zmarłej córki, postanowił spełnić jej życzenie – w 1947 doprowadził do publikacji Dziennika Anny Frank.

## Życiorys
Otto Frank urodził się w żydowskiej rodzinie bankierów. W czasie I wojny światowej służył w niemieckiej armii na froncie zachodnim, w 1915 roku awansował do stopnia podporucznika. 12 maja 1925 roku we Frankfurcie nad Menem poślubił Edith Holländer. Pierwsza z córek,  Margot, urodziła się 16 lutego 1926, młodsza, Anne, 12 czerwca 1929.
Po wygranych przez NSDAP w roku 1932 wyborach do Reichstagu fala nazizmu zalała Niemcy, a antysemickie rozporządzenia władz prowokowały napaści na Żydów. W tej sytuacji Frank postanowił ewakuować się z rodziną do któregoś z krajów zachodniej Europy, dającego nadzieję na większe bezpieczeństwo. Latem 1933 roku przeprowadził się z rodziną do Akwizgranu, gdzie mieszkała jego teściowa, a następnie do Amsterdamu. W 1938 i 1941 roku starał się o wizę dla siebie i rodziny do USA lub na Kubę. 1 grudnia 1941 roku otrzymał wizę kubańską, ale nie wiadomo, czy kiedykolwiek do niego dotarła. 10 dni później III Rzesza i faszystowskie Włochy wypowiedziały wojnę Stanom Zjednoczonym i wiza została anulowana przez Hawanę.
W czerwcu 1942 roku, z powodu groźby wywiezienia Margot do obozu pracy przymusowej, Frank ukrył rodzinę na poddaszu oficyny należącej do jego fabryki w Amsterdamie, przy Prinsengracht. Dwa tygodnie później dołączyli do nich Hermann van Pels, jego żona i ich syn Peter van Pels, zaś w listopadzie tego roku jeszcze Fritz Pfeffer. Przez 25 miesięcy opiekowali się nimi Johannes Kleiman, Miep Gies, Victor Kugler i Bep Voskuijl. Po anonimowym ujawnieniu kryjówki cała ósemka oraz Kugler i Kleiman została aresztowana przez oficera SS Karla Silberbauera i osadzona w amsterdamskim więzieniu. Żydowskich więźniów wysłano do obozu Westerbork, a następnie do niemieckiego obozu koncentracyjnego Auschwitz-Birkenau, gdzie Otto Frank został rozdzielony z żoną i córkami. Umieszczono go w obozie dla mężczyzn, następnie trafił do baraku dla chorych. 27 stycznia 1945 uwolniła go Armia Czerwona. Powrócił do Holandii, aby pod koniec 1945 roku przekonać się, że jest jedynym ocalałym członkiem rodziny, a także grupy ukrywającej się w domu przy Prinsengracht.
W 1953 roku poślubił Elfride 'Fritzi' Markovits-Geiringer, która również przeżyła obóz (jej mąż i syn zginęli w jednym z marszów śmierci z Auschwitz), a której córka Ewa znała Anne i Margot. Otto Frank zmarł na raka płuc 19 sierpnia 1980 roku w Birsfelden w Szwajcarii.

## Otto Frank w filmie
Otto Frank jest bohaterem dwóch filmów pt. Pamiętnik Anny Frank. Jego rolę grali: w wersji z 1959 – Joseph Schildkraut, zaś w filmie z 1980 – Maximilian Schell.